# Коро (остров)
Коро (фидж. Koro) — остров в Фиджи. Административно входит в состав провинции Ломаивичи.

## География
Остров Коро расположен в крайней северо-восточной точке архипелага Ломаивичи, в южной части Тихого океана, в море Коро. Ближайший материк, Австралия, находится примерно в 2900 км.
Коро представляет собой крупный вулканический остров, площадь которого составляет всего 108,9 км², что делает его шестым по площади островом Фиджи, а высшая точка достигает 522 м. Сам по себе Коро является базальтово-туфовым конусом, сформировавшимся в период плейстоцена-голоцена. В центре острова находится плато. Длина Коро — 16 км, максимальная ширина — 8 км.
Остров покрыт густыми тропическими лесами. Климат на Коро влажный тропический. Подвержен негативному воздействию циклонов.

## История
Европейским первооткрывателем является британский путешественник Уильям Блай, открывший его в 1789 году.

## Население
В 2007 году численность населения Коро составляла около 4500 человек, которые проживали в 14 населённых пунктах острова. Крупнейший из них — город Насау, в котором находятся почта, больница и школы.

## Экономика
Основное занятие местных жителей — плантационное хозяйство и лесная промышленность. Активно развивается туризм. Действует аэродром.